# Гастати
Гаста́ти (від лат. hastati — списоносці) — воїни першої лінії важкої піхоти римського легіону IV—II століть до н. е. Гастатами були молоді чоловіки. Хоча їх і називали списоносцями (від hasta — гаста, спис), проте вони не мали списів. Імовірно, що свою назву отримали раніше. Гастати разом із принципами утворювали перші дві лінії римського легіону.
Були екіповані важкими шкіряними обладунками, які скріплювалися на грудях і спині великою металевою пластиною, на голові носили металевий шолом (cassis). Для захисту використовувався випуклий щит овальної форми — скутум (scutum) шириною приблизно 75 см і довжиною до 1,2 м.
Були озброєні двома важкими метальними дротиками — пілумами (pilum), коротким мечем — гладіусом (gladius).
Також за розквіту Римської республіки та імперії гастатами називали центуріонів 1-ї маніпули легіону.